# Ред-Лейк (округ, Міннесота)
Шаблон:StateAbbr_ 47°53′ пн. ш. 96°06′ зх. д. / 47.88° пн. ш. 96.1° зх. д.
Округ  Ред-Лейк (англ. Red Lake County) — округ (графство) у штаті  Міннесота, США. Ідентифікатор округу 27125.

## Історія
Округ утворений 1896 року.

## Демографія
За даними перепису 
2000 року 
загальне населення округу становило 4299 осіб, усе сільське.
Серед мешканців округу чоловіків було 2158, а жінок — 2141. В окрузі було 1727 домогосподарств, 1132 родин, які мешкали в 1883 будинках.
Середній розмір родини становив 3,02.
Віковий розподіл населення поданий у таблиці:
| Стать    | До 15 років | 15-21 | 22-29 | 30-39 | 40-49 | 50-65 | 65-85 | Понад 85 |
| -------- | ----------- | ----- | ----- | ----- | ----- | ----- | ----- | -------- |
| Чоловіки | 428         | 256   | 170   | 242   | 347   | 357   | 315   | 43       |
| Жінки    | 424         | 211   | 161   | 232   | 321   | 331   | 381   | 80       |

## Суміжні округи
- Пеннінгтон — північ
- Полк — південь

## Виноски
1. ↑  US Decennial Census. US Census Bureau. Процитовано 24 жовтня 2014.
2. ↑  Historical Census Browser. University of Virginia Library. Архів оригіналу за 11 серпня 2012. Процитовано 24 жовтня 2014.
3. ↑  Population of Counties by Decennial Census: 1900 to 1990. US Census Bureau. Процитовано 24 жовтня 2014.
4. ↑  Census 2000 PHC-T-4. Ranking Tables for Counties: 1990 and 2000 (PDF). US Census Bureau. Процитовано 24 жовтня 2014.
5. ↑  State & County QuickFacts. Бюро перепису населення США. Архів оригіналу за 17 лютого 2016. Процитовано 1 вересня 2013.(англ.) Наведено за англійською вікіпедією.
6. ↑  American FactFinder. Бюро перепису населення США. Архів оригіналу за 26 лютого 2012. Процитовано 31 січня 2008.

| США | Це незавершена стаття з географії США. Ви можете допомогти проєкту, виправивши або дописавши її. |